# Synasterope longiseta
Synasterope longiseta är en kräftdjursart som beskrevs av Poulsen 1965. Synasterope longiseta ingår i släktet Synasterope och familjen Cylindroleberididae. Inga underarter finns listade i Catalogue of Life.